# Albert Ellmenreich (Schauspieler)
Albert Ellmenreich (* 10. Februar 1816 in Karlsruhe; † 30. Mai 1905 in Lübeck) war ein deutscher Theaterschauspieler und Schriftsteller.

## Leben
Ellmenreich war der Sohn von Friederike Ellmenreich (geborene Brandl) und Johann Baptist Ellmenreich. Er wuchs in den Städten auf, in denen seine Mutter engagiert war: Hamburg (1817), Mannheim (1820) und Frankfurt am Main (1821).
Dort in Frankfurt beendete Ellmenreich seine Schulzeit und trat 1833 in den Chor des Frankfurter Theaters ein. 1834 wurde er nach Altenburg engagiert. Es folgten Gastspiele in Nürnberg (1834), Düsseldorf (1835) und Schwerin (1836). In Schwerin wohnte seine Mutter bis zu ihrem Tod 1845 bei ihm.
Am Hoftheater zu Schwerin wurde Ellmenreich Mitglied des Ensembles und blieb bis 1860. Für ein Jahr, bis 1861, leitete er das Theater in Rostock. Es folgte nun ein jahrelanges Tourneeleben, das ihn als Schauspieler nach Breslau, Meiningen, Mainz und Berlin führte. Als Regisseur war er u. a. in Rotterdam, Mainz, Frankfurt a. M., Krefeld, Bamberg, Würzburg, Riga, Danzig, Sigmaringen und Posen tätig. 1883 feierte Ellmenreich sein fünfzigjähriges Bühnenjubiläum.
1884 zog er sich von der Bühne zurück, ging in Pension und verlegte seinen Hausstand nach Lübeck.
Verheiratet war er mit der Schauspielerin Marie Lauber, seine Schwägerin war somit Auguste Lauber.

## Werke
- Acht Kriegslieder (1870)
- Der Auferstandene (1858)
- Gundel oder die beiden Kaiser (1849)
- Das Rebhuhn oder ich heirate meine Frau (1853)
- Der Schmied von Gretna-Green (1856)
- Ein unglücklicher Liebhaber (1869)
- Alt-Schweriner Hoftheater 1836–1859. Erinnerungen. Schwerin : Bärensprung, 1930 ca. (Digitalisat).